# Доња Белица
Доња Белица (мкд. Долна Белица, на цинц. Beala di Ghios, грч. Κάτω Μπεάλα ("Като Беала"), алб. Belica e Poshtme) је насеље у Северној Македонији, у крајње западном делу државе. Доња Белица припада општини Струга.

## Географија
Насеље Доња Белица је смештено у крајње западном делу Северне Македоније, близу државне границе са Албанијом (седам километара западно од насеља). Од најближег града, Струге, насеље је удаљено осам километара северозападно.
Доња Белица се налази у историјској области Дримкол, која обухвата приобаље Охридског језера, око места истока реке Црни Дрим из језера. Насеље је смештено на северозападној страни језера. Западно од насеља издиже се планина Јабланица, док се источно пружа Струшко поље. Надморска висина насеља је приближно 710 метара.
Клима у насељу, и поред знатне надморске висине, има жупне одлике, па је пре умерено континентална него планинска.

## Историја
Доња Белица данас је већински албанско место. У Доњој Белици био је велики притисак турске власти, а само у срединама где је притисак био изузетно јак било је и потурчених Цинцара, што је веома ретко, а као скоро јединствен пример наводи се управо Доња Белица. Међу Цинцарима је чак постојао обичај да се девојкама урезује на чело крст, да би се предупредила свака жеља муслимана да их узимају или отимају за жене: „Било је муслимана који су говорили влашки у Доњој Белици, у којој се сада искључиво говори на албанском“
.
Почетком 20. века већину становништва чинили су Цинцари. Изгледа да је 1905. Доња Белица била искључиво цинцарско место са 1224 становника. Према статистици Васељенске патријаршије из 1906. године Горња и Доња Белица су села са 400 кућа. Према другим подацима из 1900. поред 650 Цинцара у Доњој Белици живело је и 50 Албанаца. У 19. веку поред цинцарских кућа било је и словенских. Према подацима из 1873. године у Доњој Белици било је 212 Цинцара, 40 Словена и 28 Албанаца, тј. муслимана. До изненадног повећања броја цинцарског становништва на самом почетку 20. века, дошло је, изгледа, највише досељавањем Цинцара у Доњу Белицу из Горње Белице, која је данас напуштена. Словенско становништво потпуно се иселило или асмиловало. Као што су се Цинцари често асимиловали у Србе, где су они били већина, тако су се и Срби често асимиловали у Цинцаре у срединама где су они били већина и где је утицај грко-цинцарске културе био преовлађујући.
Цинцари су се у Доњу Белицу доселили из Горње Белице, где су дошли у 18. веку из околине тада разрушеног Москопоља. Прво су се задржали у Смољанима, затим су населили Горњу Белицу, а касније и Доњу Белицу. Наредна рушења Москопоља од стране Албанаца предвођених Али-пашом Јањинским, утицала су и на нове таласе исељавања Цинцара из средишње Албаније.
У 18. веку западно од Јабланице и Мокре биле су углавном словенске области. Према подацима из 1873. као и према породичном предању једне од породица, која је пореклом из Доње Белице, може се закључити да је крајем 18. века у Доњој Белици живело становништво које је славило славу и изјашњавало се као Срби. И данас у охридско-струшком крају има неколико стотина староседелаца који славе крсну славу а међу њима један број се и данас изјашњава као Срби. Једна од слава је Митровдан, Свети Димитрије. Позната београдска породица Цинцар-Јанковића, према предању записаном у породици, пореклом је из Доње Белице, где је средином XVIII века рођен отац војводе Цинцар-Јанка (Охрид, 1779 – манастир Раваница, 1833), који је касније, седамдесетих и осамдесетих година истог века био протојереј у Охриду. Њихова породица славила је крсну славу Светог Димитрија - Митровдан. Занимљиво је да у цркви Пресвете Богородице у Доњој Белици међу фрескама из XVIII века, посебно се истиче фреска Св. Великомученика Димитрија на коњу. У Доњој Белици је 1777. рођен Цинцар-Јанков брат од стрица Косте, Марко Костић, војвода Цинцар-Марко (Доња Белица, 1777 - Шабац, 1822), родоначелник београдске породице Цинцар-Марковић. Према записаном породичном предању Јанков отац је на Ђурђевдан добио дуго чекану вест да је Јанко жив због чега је од тада почео да слави Светог великомученика Георгија. Цинцар Јанко и његови потомци, Цинцар-Јанковићи славили су Ђурђевдан, док су Цинцар-Марко и Цинцар-Марковићи продужили да славе Митровдан.
Исто записано породично предање указује на разлоге једног, очигледно већег исељавања Срба из Доње Белице. Због инцидента у коме је убио једног Турчина, Јанко је из Охрида отишао у Цариград, а његова породица је за казну расељена из Доње Белице. Разлоге његовог одласка из Охрида и старог краја потврђује и једна песма Филипа Вишњића.
Осим Цинцар-Јанкове уже породице, расељена је и шира породица, као „многи који су подржавали Јанков поступак“. Након расељавања један Јанков рођени брат Марко населио се у Пећи, чији потомци су се презивали Марковићи. Други део породице отишао је у Свилајнац. Цинцар-Марко се доселио у Ваљево. Кад су охридски трговци муслимани, препознали и пријавили Јанка, он је морао да напусти Цариград. Дошао је у Србију и живео је у Ваљеву и Убу до почетка Првог српског устанка у коме од почетка и Цинцар-Јанко и Цинцар-Марко учествују, у првим борбама често и заједно. Извесно је да је ово расељавање утицало на даље исељавање становништва из Доње Белице.

## Становништво
Доња Белица је према последњем попису из 2002. године имала 1.026 становника.
Етнички састав према истом попису био је:
| Националност | Укупно |
| Албанци      | 945    |
| Власи        | 24     |
| Македонци    | 17     |
| Срби         | 1      |
| Турци        | 1      |
| други        | 38     |

Претежна вероисповест је ислам.

## Познате породице и личности
- Цинцар-Јанковићи (пореклом),
- Цинцар-Марковићи (пореклом),
- Цинцар-Јанко Поповић (1779-1833), војвода пожаревачке нахије, пореклом,
- Цинцар-Марко Костић (1777-1822), војвода сокоске нахије, рођењем
- Генерал Димитрије Цинцар-Марковић (1849-1903), председник владе Србије 1902—1903, пореклом.